# Parvaneh Salahshouri

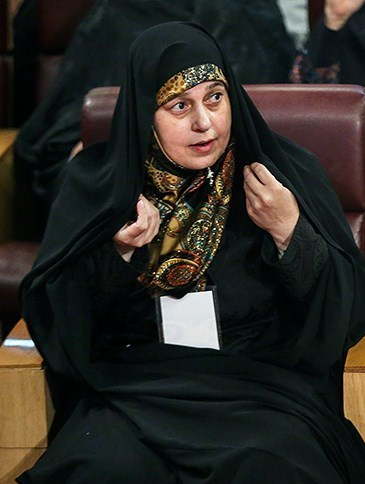
Parvaneh Salahshouri (2016)

Parvaneh Salahshouri (persisch پروانه سلحشوری Parwane Salahschuri; * 1964 in Masdsched Soleyman) ist eine iranische Soziologin und Politikerin.

## Werdegang
Salahshouri ist Hochschullehrerin der Islamischen Azad-Universität und unterrichtete Soziologie. Bei der Wahl 2016 zur zehnten Madschles, dem iranischen Parlament, erhielt sie 36,91 Prozent der Stimmen im Wahlkreis Teheran, Ray, Schemiranat und Eslamschahr.
Salahshouri war für die Liste der Hoffnung (لیست امید) angetreten und gehört der Koalition der Reformer an. Im Parlament führt sie die „Fraktion der Frauen“ (فراکسیون زنان), die sich für Frauenrechte in Iran einsetzt. Der Fraktion gehören parteiübergreifend die 17 Frauen im Madschles an. Gegenüber der Wahl von 2012 ist ihre Zahl um acht gestiegen und macht einen „Rekordanteil“ von 5,9 Prozent aus. Dagegen liegt der weltweite Durchschnitt bei einem Anteil weiblicher Abgeordneter von 24 Prozent (2019). Salahshouri klagt die patriarchalischen Strukturen im Parlament an und fordert eine Frauenquote von 17 Prozent.
Salahshouri war die erste Frau in der Geschichte der Islamischen Republik Iran, die die Verpflichtung den Hidschāb zu tragen in Frage stellte. In einem Interview argumentierte sie, es sei das Recht jeder Frau zu entscheiden, ob sie den Hidschāb tragen oder nicht. Einen Tag nach dem Gespräch änderte sie ihre Argumentation und äußerte, dass der Tschador für iranische Frauen angemessener sei.